# Visconde da Torre da Murta
Visconde da Torre da Murta é um título nobiliárquico criado por D. Luís I de Portugal, por Decreto de 4 de Agosto de 1870, em favor de João Carlos Infante de Sequeira Correia da Silva de Carvalho, antes 12.° Senhor da Torre da Murta.
Titulares
1. João Carlos Infante de Sequeira Correia da Silva de Carvalho, 12.° Senhor e 1.° Visconde da Torre da Murta.